# Athous curtus
Athous curtus là một loài bọ cánh cứng trong họ Elateridae. Loài này được Dolin in Dolin & Penev miêu tả khoa học năm 2004.